# جيف برانسون (لاعب كرة قاعدة)
جيف برانسون (بالإنجليزية: Jeff Branson)‏ هو لاعب كرة قاعدة أمريكي، ولد في 26 يناير 1967 في واينيسبورو في الولايات المتحدة.

## وصلات خارجية
- جيف برانسون على موقع دوري كرة القاعدة الرئيسي (الإنجليزية)
- جيف برانسون على موقعبيزبول رفرنس.كوم (الدوري الرئيسي) (الإنجليزية)
- جيف برانسون على موقعبيزبول رفرنس.كوم (الدوري الثانوي) (الإنجليزية)
- جيف برانسون على موقع إي إس بي إن.كوم (أم.أل.بي) (الإنجليزية)
- جيف برانسون على موقع مشجعي الرسوم البيانية (الإنجليزية)
- جيف برانسون على موقع أوليمبيديا (الإنجليزية)